# Ballerina (låt)
Ballerina är en låt framförd av Malou Prytz och skriven av Thomas G:son, Peter Boström och Jimmy Jansson. Låten medverkade i Melodifestivalen 2020 med startnummer 4 i Linköping. Den tog sig vidare till Andra Chansen i Eskilstuna där den åkte ut efter duell mot Paul Rey.